# Šatrinci
Šatrinci (izvirno srbsko Шатринци) je naselje v Srbiji, ki upravno spada pod Občino Irig; slednja pa je del Sremskega upravnega okraja.

## Demografija
V naselju živi 305 polnoletnih prebivalcev, pri čemer je njihova povprečna starost 37,4 let (36,8 pri moških in 38,1 pri ženskah). Naselje ima 140 gospodinjstev, pri čemer je povprečno število članov na gospodinjstvo 2,85.
Prebivalstvo je večinoma nehomogeno.
|  |

| Demografija | Demografija     | Demografija     |
| Leto        | Št. prebivalcev | Št. prebivalcev |
| ----------- | --------------- | --------------- |
|             |                 |                 |
|             |                 |                 |
|             |                 |                 |
|             |                 |                 |
| 1948        | 388             |                 |
| 1953        | 570             |                 |
| 1961        | 611             |                 |
| 1971        | 447             |                 |
| 1981        | 395             |                 |
| 1991        | 400             | 392             |
| 2002        | 402             | 399             |
|             |                 |                 |

| Etnična sestava po popisu iz leta 2002 | Etnična sestava po popisu iz leta 2002 | Etnična sestava po popisu iz leta 2002 | Etnična sestava po popisu iz leta 2002 | Etnična sestava po popisu iz leta 2002 |
| -------------------------------------- | -------------------------------------- | -------------------------------------- | -------------------------------------- | -------------------------------------- |
| Madžari                                | Madžari                                |                                        | 253                                    | 63,40%                                 |
| Srbi                                   | Srbi                                   |                                        | 85                                     | 21,30%                                 |
| Hrvati                                 | Hrvati                                 |                                        | 19                                     | 4,76%                                  |
| Jugoslovani                            | Jugoslovani                            |                                        | 14                                     | 3,50%                                  |
| Slovenci                               | Slovenci                               |                                        | 1                                      | 0,25%                                  |
| Muslimani                              | Muslimani                              |                                        | 1                                      | 0,25%                                  |
| Makedonci                              | Makedonci                              |                                        | 1                                      | 0,25%                                  |
| Neznano                                | Neznano                                |                                        | 6                                      | 1,50%                                  |